# Jardel Nivaldo Vieira
Jardel Nivaldo Vieira, más conocido como Jardel, (Florianópolis, 29 de marzo de 1986) es un exfutbolista brasileño que jugaba como defensa.Su último equipo fue el Benfica, donde permaneció durante 10 temporadas.

## Trayectoria
Formado en el Avaí F. C. en 2005 fichó por el Esporte Clube Vitória en el que jugó 12 partidos.
Después fichó por el Santos F. C. con el que no jugó ningún partido, marchándose en 2007 al Iraty Sport Club. Allí tampoco encontró protagonismo por lo que lo cedieron al Avaí F. C., en donde marcó su primer gol como profesional.
Después fichó por el Desportivo Brasil que lo tuvo en propiedad entre la temporada 2008 y 2010, temporadas en las que acumuló tres cesiones. En 2008 se marchó cedido al Joinville Esporte Clube, en 2009 se marchó cedido al Ituano F. C. y entre 2009 y 2010 al Grupo Desportivo Estoril Praia portugués. Únicamente encontró regularidad en el equipo portugués, en el que jugó 28 partidos y marcó dos goles, lo que le abrió la puerta de la liga portuguesa para la temporada siguiente, ya que le fichó el S. C. Olhanense con el que jugó 16 partidos y marcó 1 gol.

### Benfica
En enero de 2011 fichó por el S. L. Benfica como reemplazo de David Luiz. Con Jorge Jesus se convirtió en un jugador titular dentro del equipo portugués el 28 de abril en un partido de la Liga Europa de la UEFA contra el Sporting Clube de Braga.
Tras esta temporada tuvo apariciones esporádicas en el once del Benfica, hasta la marcha de Ezequiel Garay al Zenit de San Petersburgo en verano de 2014. Anotó en la temporada 2014-15 su primer gol en liga, y lo hizo frente al F. C. Penafiel el 4 de enero de 2015.
La temporada 2015-16 disputó 44 partidos y marcando 5 goles, logrando la Primeira Liga y la Copa de Portugal. En la temporada 2016-17 no tuvo continuidad en el Benfica.
Abandonó el club en junio de 2021 tras una década en la entidad después de no renovar su contrato y habiendo jugado 285 partidos.

## Clubes
| Club                         | País     | Año       |
| ---------------------------- | -------- | --------- |
| Avaí F. C.                   | Brasil   | 2004      |
| E. C. Vitória                | Brasil   | 2005      |
| Santos F. C.                 | Brasil   | 2006      |
| Iraty S. C.                  | Brasil   | 2007      |
| Avaí F. C. (cedido)          | Brasil   | 2007      |
| Desportivo Brasil            | Brasil   | 2008-2010 |
| Joinville E. C. (cedido)     | Brasil   | 2008      |
| Ituano F. C. (cedido)        | Brasil   | 2009      |
| G. D. Estoril Praia (cedido) | Portugal | 2009-2010 |
| S. C. Olhanense              | Portugal | 2010-2011 |
| S. L. Benfica                | Portugal | 2011-2021 |

## Palmarés

### Títulos nacionales
| Título                      | Club       | País     | Año  |
| --------------------------- | ---------- | -------- | ---- |
| Copa de la Liga de Portugal | SL Benfica | Portugal | 2011 |
| Copa de la Liga de Portugal | SL Benfica | Portugal | 2012 |
| Primeira Liga               | SL Benfica | Portugal | 2014 |
| Copa de la Liga de Portugal | SL Benfica | Portugal | 2014 |
| Copa de Portugal            | SL Benfica | Portugal | 2014 |
| Supercopa de Portugal       | SL Benfica | Portugal | 2014 |
| Primeira Liga               | SL Benfica | Portugal | 2015 |
| Copa de la Liga de Portugal | SL Benfica | Portugal | 2015 |
| Primeira Liga               | SL Benfica | Portugal | 2016 |
| Copa de la Liga de Portugal | SL Benfica | Portugal | 2016 |
| Supercopa de Portugal       | SL Benfica | Portugal | 2016 |
| Primeira Liga               | SL Benfica | Portugal | 2017 |
| Copa de Portugal            | SL Benfica | Portugal | 2017 |
| Supercopa de Portugal       | SL Benfica | Portugal | 2017 |
| Primeira Liga               | SL Benfica | Portugal | 2019 |
| Supercopa de Portugal       | SL Benfica | Portugal | 2019 |